# Liste der Organisationsformen der Regionalplanung in Deutschland
Diese Liste der Organisationsformen der Regionalplanung in Deutschland führt die für die Regionalplanung zuständigen Behörden in Deutschland auf:
| Land                   | Anzahl und Bezeichnung der Planungsregionen                                                                                    | Träger der Regionalplanung | Pläne                                                                  | Sonderfälle/Anmerkungen |
| ---------------------- | --- | --- | ---------------------------------------------------------------------- | --- |
| Baden-Württemberg      | 12 (Regionen) | Regionalverbände | Regionalpläne                                                          | Sonderfall Region Stuttgart: direkt gewählte Regionalversammlung / Länderübergreifende Regionalplanung in den Verbänden Region Rhein-Neckar (mit Hessen und Rheinland-Pfalz) und Region Donau-Iller (mit Bayern) |
| Bayern                 | 18 (Regionen) | Regionale Planungsverbände (Gemeinden und Landkreise, Geschäftsstelle bei Höheren Landesplanungsbehörden)                                                           | Regionalpläne                                                          | Länderübergreifende Regionalplanung in der Region Donau-Iller (mit Baden-Württemberg) |
| Brandenburg            | 5 (Regionale Planungsräume: Havelland-Fläming, Prignitz-Oberhavel, Uckermark-Barnim, Oderland-Spree und Lausitz-Spreewald)     | Regionale Planungsgemeinschaften | Regionalpläne                                                          | Bis auf Havelland-Fläming liegen keine gültigen integrierten Pläne vor, nur Teilpläne für Wind und Rohstoffsicherung |
| Hessen                 | 3 (Regierungsbezirke: Darmstadt, Gießen, Kassel)                                                                               | Regionalversammlungen (bei den Regierungspräsidien) | Regionalpläne                                                          | 1. für den Planungsverband Ballungsraum Frankfurt/Main wird ein Regionaler Flächennutzungsplan aufgestellt, der Bestandteil des Regionalplans Südhessen wird / Länderübergreifende Regionalplanung im Verband Region Rhein-Neckar (mit Baden-Württemberg und Rheinland-Pfalz) 2. Der Begriff "Träger der Regionalplanung" existiert in Hessen nicht, die Regionalversammlung nimmt die Aufstellung der Regionalpläne vor |
| Mecklenburg-Vorpommern | 4 (Planungsregionen) | Regionale Planungsverbände (Geschäftsstelle bei den Ämtern für Raumordnung und Landesplanung)                                                                       | Regionale Raumentwicklungsprogramme                                    | - |
| Niedersachsen          | 34 (Landkreise) | Landkreise | Regionale Raumordnungsprogramme (RROP)                                 | Sonderfall Zweckverband Braunschweig / in den kreisfreien Städten ersetzt der Flächennutzungsplan das RROP |
| Nordrhein-Westfalen    | 6 (5 Regierungsbezirke + Sonderfall des Gebiets des Regionalverbands Ruhr), Regionalpläne tlws. aufgestellt in Teilabschnitten | Regionalrat (Geschäftsstelle bei den Bezirksregierungen) | Regionalpläne                                                          | 1. Der Begriff "Träger der Regionalplanung" existiert in NRW nicht, der Regionalrat nimmt die Aufstellung der Regionalpläne vor (Begriff "Regionale Planungsträger" wird 2009 eingeführt) 2. für 6 Städte im Ruhrgebiet (Städteregion Ruhr 2030) wird derzeit ein Regionaler Flächennutzungsplan aufgestellt, der gleichzeitig die Funktionen eines Flächennutzungsplans und des Regionalplans übernimmt 3. seit der Kommunalwahl 2009 hat der Regionalverband Ruhr die Kompetenz für die Regionalplanung für sein Verbandsgebiet (Regionalplanungsbehörde ist die Geschäftsführerin/der Geschäftsführer des RVR, die Verbandsversammlung des RVR ist für sein Gebiet "regionaler Planungsträger") |
| Rheinland-Pfalz        | 5 (Regionen) | Planungsgemeinschaften (Mitglieder: kreisfreie Städte und Landkreise) Geschäftsstelle bei den oberen Landesplanungsbehörden (Struktur- und Genehmigungsdirektionen) | Regionale Raumordnungspläne                                            | Länderübergreifende Regionalplanung im Verband Region Rhein-Neckar (mit Hessen und Baden-Württemberg) |
| Sachsen                | 4 (Planungsregionen) | Regionale Planungsverbände | Regionalpläne                                                          | - |
| Sachsen-Anhalt         | 5 (Planungsregionen) | Landkreise und kreisfreie Städte in Regionalen Planungsgemeinschaften (Zweckverbände)                                                                               | Regionale Entwicklungspläne und Regionale Teilgebietsentwicklungspläne | - |
| Schleswig-Holstein     | 3 (Planungsräume) | Landesplanungsbehörde (Innenministerium) | Regionalpläne                                                          | im Rahmen einer Verwaltungsstrukturreform wird diskutiert, die Regionalplanung zu kommunalisieren |
| Thüringen              | 4 (Planungsregionen) | Regionale Planungsgemeinschaften (Geschäftsstelle beim Landesverwaltungsamt)                                                                                        | Regionalpläne                                                          | - |

(Quelle: Landesplanungsgesetze sowie Websites der Landesplanungsbehörden und Träger der Regionalplanung, Stand August 2007)